# Glasperlen-Anemone
Die Glasperlen-Anemone (Heteractis aurora) ist eine Seeanemone aus den tropischen Korallenriffen des Indopazifik und des Roten Meeres. Glasperlen-Anemonen sind von fahlweißer, brauner oder purpurner Farbe. Sie haben bis zu fünf Zentimeter lange Tentakel, die in geringen Abständen Schwellungen aufweisen, so dass sie wie kurze Perlenketten aussehen. Ihre Mundscheibe erreicht einen Durchmesser von 30 Zentimeter. Sie graben ihren Fuß tief in den Sand ein und ziehen sich bei Gefahr vollständig in das Substrat zurück. Glasperlen-Anemonen leben mit Zooxanthellen in Symbiose, von denen sie einen Teil der Nährstoffe bekommen, die sie brauchen. 
Glasperlen-Anemonen sind Symbioseanemone und eine wichtige Symbiosepartnerin der Anemonenfische. Insgesamt sieben Arten aus dem Amphiprion clarkii-Komplex und in seiner Jugend auch der Dreifleck-Preußenfisch (Dascyllus trimaculatus) akzeptieren sie als Partner.
Im Meerwasseraquarium ist die Glasperlen-Anemone nur sehr schwer zu halten. 